# Fais-moi signe
Albums de Gilbert Bécaud
À l'Olympia Bécaud Olympia
(1991)
Fais-moi signe est un album studio de Gilbert Bécaud, sorti en octobre 1989. 
Les réalisations artistiques et les directions d'orchestre sont de Bernard Estardy, Pascal Stive, Raymond Donnez et Claude Samard.

## Liste des titres

### Face A
1. Avec vingt ans de moins (duo avec Léa Catala) (Didier Barbelivien/Gilbert Bécaud) [3 min 53 s]
2. Le Poivre de Cayenne (Jean-Michel Bériat/Gilbert Bécaud) [4 min 53 s]
3. Quand la musique s'arrête (Claude Lemesle/Gilbert Bécaud) [3 min 40 s]
4. Fais-moi signe (Jean-Michel Bériat, Pierre Delanoë, H. Holden/Gilbert Bécaud, Richard Feldman) [3 min 56 s]
5. Après toi c'est la mer (Didier Barbelivien/Gilbert Bécaud) [3 min 30 s]

### Face B
1. Bécaud (Jean-Michel Bériat/Gilbert Bécaud) [3 min 55 s]
2. L'Ombre et l'Enfant (Pierre Delanoë, Jean-Michel Bériat/Gilbert Bécaud) [3 min 35 s]
3. Star qui rit, Star qui pleure (Pierre Delanoë/Gilbert Bécaud) [3 min 12 s]
4. Les cas désespérés seront prioritaires (Louis Amade/Gilbert Bécaud) [3 min 24 s]
5. China Song (Pierre Delanoë, Guy Carlier/Gilbert Bécaud) [3 min 14 s]